# 슈퍼스타
슈퍼스타(superstar)는 대중적인 큰 인기를 얻고 해당 분야에서 널리 알려져 있거나 저명하거나 성공한 사람을 의미한다. "슈퍼스타"로 불리는 유명인에는 배우, 음악가, 운동선수 및 기타 미디어 기반 직업을 가진 개인이 포함될 수 있다.

## 역사

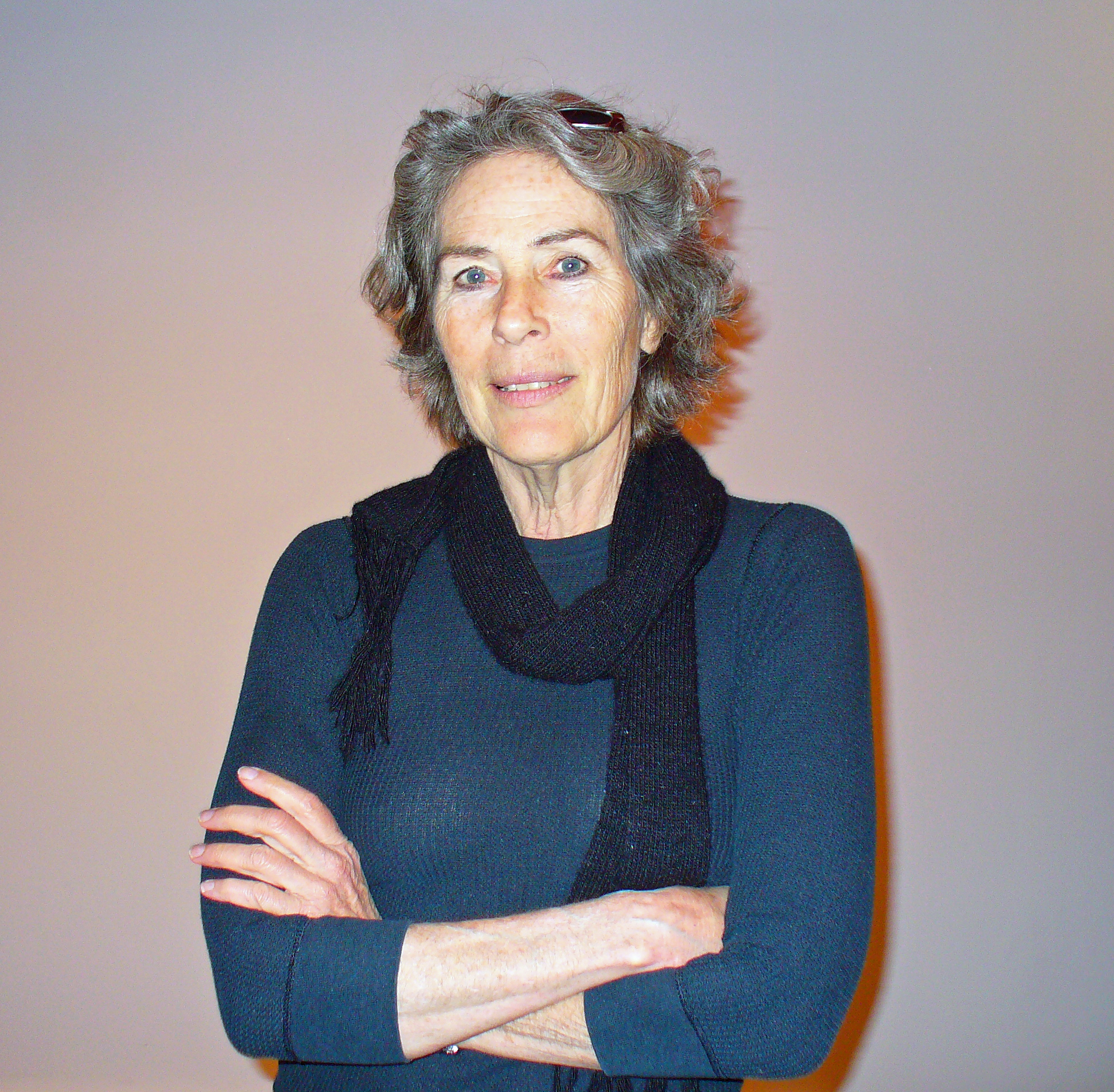
1960년대와 1970년대에 앤디 워홀은 여배우 메리 우로노브와 같은 사람들을 묘사하기 위해 "슈퍼스타"라는 용어를 대중화했다.

유명인이라는 맥락에서 이 용어의 기원은 불확실하지만, 유사한 표현은 존 나이렌의 1832년 크리켓 서적 The Cricketers of My Time에 기록되어 있다. 나이렌은 18세기 크리켓 선수 존 스몰을 "최고 등급의 스타"라고 묘사했다. "슈퍼스타"라는 용어의 가장 초기의 사용은 프랭크 패트릭이 1910년대와 1920년대 밴쿠버 밀리어네어스 팀의 아이스하키 선수, 특히 사이클론 테일러를 지칭한 것으로 알려져 있다. 1977년 6월 인터뷰 잡지에서 팝 아티스트 앤디 워홀은 편집자 글렌 오브라이언으로부터 "슈퍼스타"라는 단어를 누가 만들었는지 질문을 받았다. 이 용어를 대중화한 것으로 알려진 워홀은 "잭 스미스라고 생각한다"고 답했다. 오브라이언은 이어서 "최초의 슈퍼스타는 누구였는가?"라고 물었고, 워홀은 "그들은 모두 잭 스미스의 스타들이었다"고 답했다. 이 용어는 뮤지컬 지저스 크라이스트 슈퍼스타의 제목, 특히 1970년 뮤지컬의 콘셉트 앨범과 동명의 히트곡을 통해 널리 사용되었다. "슈퍼스타"는 또한 해리 위트크로프트가 1960년에 도입하고 이름 붙인 대성공을 거둔 장미의 이름이기도 하다.
1909년 무렵, 무성 영화 회사들은 배우들에 대한 이야기를 팬 잡지와 신문에 공개함으로써 "픽처 퍼스낼리티"를 홍보하기 시작했으며, 이는 회사 배우와 영화에 대한 "브랜드 충성도"를 구축하기 위한 전략의 일환이었다. 1920년대에 할리우드 영화 회사 홍보 담당자들은 "새로운 무형의 것, 즉 명성을 팔았다"는 "거대한 산업 기업"을 개발했다. 할리우드의 "이미지 메이커"와 홍보 에이전트들은 소문을 퍼뜨리고, 실제 또는 허구의 정보를 언론에 선별적으로 공개하며, 배우들을 위한 대중적 인물을 만들기 위해 다른 "묘책"을 사용했다. 그들은 그 후 "그 인물을 강화하고 홍보를 관리하기 위해 노력했다". 따라서 홍보 담당자들은 록 허드슨, 마릴린 먼로, 그레이스 켈리와 같은 스크린 전설의 "영속적인 이미지"와 대중적 인식을 "창조"했다. 이러한 "스타 시스템"의 발전은 명성을 "새로운 '영광의 기계'의 주인에 의해 의도적으로 조작될 수 있는 것"으로 만들었다.
1976년, 마텔은 바비 인형의 "슈퍼스타" 변형을 생산했다. 소피아 요한슨에 따르면, "스타덤에 관한 정통 텍스트"에는 보어스틴(1971), 알베로니(1972), 다이어(1979)의 기사들이 포함되어 있으며, 이들은 "스타들의 표상과 할리우드 스타 시스템의 측면"을 다루었다. 요한슨은 "미디어 및 문화 연구 내의 최근 분석(예: 갬슨 1994; 마샬 1997; 자일스 2000; 터너, 마샬, 보너 2000; 로젝 2001; 터너 2004)은 대신 만연한 현대의 '셀러브리티 문화'라는 아이디어를 다루었다"고 언급한다. "셀러브리티 문화"에 대한 분석에서 요한슨은 "명성과 그 구성원들은 광범위한 경제적, 정치적, 기술적, 문화적 발전과 연결된 더 넓은 사회적 과정으로 인식된다"고 말한다.
1980년대와 1990년대에 엔터테인먼트 홍보 전략은 보도 자료, 영화 홍보 여행, 지역 사회 활동 사용과 같이 "더 미묘하고 정교해졌다". 이러한 홍보 노력은 시장 조사를 사용하여 "미디어 사업의 성공 예측 가능성을 높이기 위해" 목표를 정하고 설계된다. 일부 경우에 홍보 담당자는 "도발적인 광고"를 만들거나 "대중적 논란을 불러일으켜 '무료' 뉴스 보도를 유도하기 위해" 터무니없는 공개 성명을 발표할 수 있다.

## 사회심리학적 이론

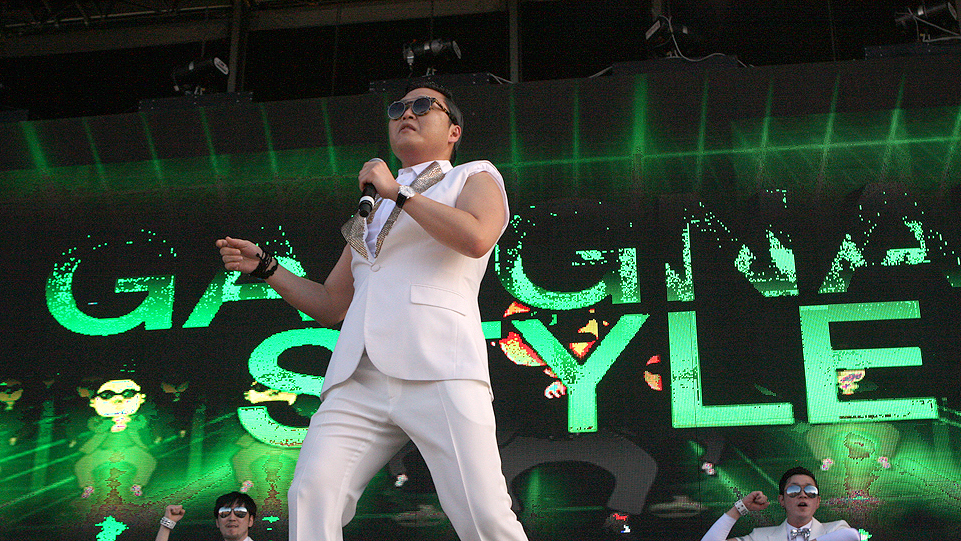
대한민국의 음악가 싸이는 "글로벌 스타"로 불리며, 그의 2012년 "강남스타일" 비디오는 유튜브에서 10억 조회수를 달성한 최초의 영상이 되었다.

로제 카유아에 따르면 슈퍼스타는 "대중매체, 자유기업, 경쟁"의 상호작용으로 만들어진다. 슈퍼스타는 슈퍼스타 본인의 노력과 순전히 우연(스포츠, 영화 개봉 등에 영향을 미치는 많은 임의적 요인들 때문에)이 결합되어 탄생하며, 슈퍼스타는 대개 "비범한 자연적 재능에 더해 더욱 비범한 인내와 추진력"을 가지고 있다. 그러나 작고 상대적인 차이가 "아슬아슬하게 이기거나 지는" 데 결정적인 중요성을 갖는다. 여기서 우연이 역할을 하는데, 카유아는 "요트 경기 막판의 갑작스런 돌풍이 스타덤과 패배의 차이를 의미할 수 있다"고 지적한다. 그는 슈퍼스타덤에서 우연의 역할이 역설적이라고 말하는데, 이는 서구가 "주로 능력주의 사회"로서 노력, 경쟁, 활동, 결단력의 중요성을 옹호하기 때문이다.
카유아는 "오직 한 사람만이 최고가 될 수 있으므로, [사람은] 다른 사람과의 동일시를 통해 간접적으로 승리하기를 선택할 수 있다"고 말하며, 가장 인기 있는 배우나 음악가로서의 슈퍼스타의 승리는 부분적으로 "영웅을 숭배하는 사람들"의 행동 때문이라고 말한다. 그는 대중이 "미용사가 미인대회 여왕으로 선출되고, 판매원이 슈퍼 프로덕션에서 여주인공 역할을 맡고, 상점 주인의 딸이 투르 드 프랑스에서 우승하고, 주유소 직원이 챔피언 투우사로서 각광을 받는" 개념이 자신들 또한 부유하고 성공할 수 있다는 대중의 관점에서 가능성을 나타낸다고 믿는다고 말한다. 예를 들어, 레바인은 메탈리카의 드러머인 라스 울리히가 부유한 록스타가 되기 전에 주유소 직원이었다는 점과 해리슨 포드가 부유하고 유명한 배우가 되기 전에 캐비닛 제작자였다는 점을 지적한다.
카유아는 슈퍼스타들의 엄청난 수입과 찬사를 "변장된 복권"이자 "특별한 종류의 우연 게임"이라고 부른다. 예를 들어, 문학 대회에서 받는 대상은 "몇 년 동안 작가에게 부와 영광을 가져다준다". 카유아는 슈퍼스타가 단순히 어떤 활동에 성공하는 것만으로는 안 된다고 지적한다. 그들은 또한 풍부한 보상을 받아야 한다. 그는 "슈퍼스타의 물질적 보상은 (스타의 영광을 위해) 대중이 스타와 동일시하는 데 필요한 요소인지, 아니면 스타의 탁월함이나 사생활이 더 중요한지"에 달려 있다고 말한다. 그는 슈퍼스타의 사치스러운 수입이 대중에게 중요한 심리적 "보상 메커니즘" 역할을 한다고 말한다. 매도우에 따르면, "명성은 '관계적' 현상이며, 다른 사람에 의해 부여되는 것이다. 사람은 자신의 타고난 재능의 한계 내에서 스스로를 강하거나 빠르거나 학식 있게 만들 수 있다. 그러나 그는 사랑을 만들 수 없는 것처럼, 같은 의미에서 스스로를 유명하게 만들 수는 없다. [...] 명성은 종종 '능력' 이외의 이유와 근거로 부여되거나 보류된다. 이는 스타가 아무리 그것을 '감시'하고 '형성'하려 노력하더라도, 미디어와 대중이 이미지 형성 과정에서 항상 상당한 역할을 한다는 것을 의미한다."

## "슈퍼스타"의 경제학
1981년, 셔윈 로젠은 "상대적으로 소수의 사람들이 엄청난 돈을 벌고 그들이 종사하는 분야를 지배하는 것처럼 보이는" 이유를 파악하기 위해 슈퍼스타의 경제학을 연구했다. 로젠은 슈퍼스타 시장에서 "분포의 상위 부분에서 재능의 작은 차이가 수입의 큰 차이로 이어진다"고 주장한다. 로젠은 "재능이 높은 판매자는 재능이 낮은 판매자보다 약간 더 높은 가격을 청구하지만, 훨씬 더 많은 양을 판매한다. 그들의 더 큰 수입은 더 높은 가격을 청구하는 것보다 더 많은 양을 판매하는 것에서 압도적으로 발생한다"고 지적한다.
미시 경제학자 앨프리드 마셜은 기술이 지구상에서 가장 재능 있는 연주자들의 힘과 도달 범위를 크게 확장했다고 설명한다. 그는 고전 오페라 가수 엘리자베스 빌링턴을 언급했는데, 그녀는 훌륭한 목소리로 유명한 소프라노였지만 1798년에는 소수의 청중에게만 도달할 수 있었고, 마이크나 앰프는 물론 MTV, CD, 아이튠즈, 판도라와 같은 장비도 이용할 수 없었다. 이는 오늘날 예술가들이 시장을 지배하는 방식에 비해 그녀의 능력을 제한했다. 마셜은 다음과 같이 썼다. "인간의 목소리가 도달할 수 있는 사람의 수가 엄격히 제한되는 한, 어떤 가수도 지난 세기 초 빌링턴 부인이 한 시즌에 벌었다고 알려진 1만 파운드를 넘어설 가능성은 희박하다. 현재 세대의 사업가들이 지난 세대의 사업가들보다 이룩한 진보만큼이나 큰 진보는 없을 것이다." 또한, 대중 음악의 추세는 1981년부터 2012년까지 평균 콘서트 티켓 가격이 거의 400% 상승했으며, 이는 전체 소비자 물가 상승률 150%보다 훨씬 빠른 속도임을 보여준다.
일부 학자들은 슈퍼스타덤이 사회에서 유용한 역할을 한다고 주장한다. 카유아는 롤즈를 인용하며, "희소한 타고난 재능이 벌어들이는 프리미엄은 훈련 비용을 충당하고 학습 노력을 장려하며, 재능을 공동의 이익에 가장 잘 부합하는 곳으로 유도하는 데 기여한다"고 말한다. 카우언은 로젠을 인용하여 "슈퍼스타 효과는 소득 불평등을 심화시키더라도 복지 개선에 기여한다(소비자들은 더 나은 공연을 얻는다)"고 주장하며, "슈퍼스타 현상을 과도하게 강조해서는 안 된다 [...] 실제로 명성은 긍정합 게임이지, 음수도, 제로섬도 아니다"라고 덧붙인다. 카우언은 "최고의 스타들이 오랫동안 시장을 지배하는 능력을 제한하는 품질의 수렴이나, 더 근본적으로 명성의 탄력적인 공급과 같은 상쇄되는 힘이 작용한다"고 말한다. 이는 "명성에 대한 수요가 증가할 때, 상, 보상 및 기타 명성을 생성하는 구분의 수가 함께 증가한다"는 것을 의미한다.
반면에, "상(복권)과 유사한 보상 시스템은 협력적인 행동을 저해하고 일부 경쟁자들이 경쟁자의 성과를 방해하도록 장려함으로써 비뚤어진 인센티브를 만들 수도 있다"고 주장되기도 한다. 또한, 프랭크와 쿡(1995)은 "승자 독식 시장이 해로운 특징과 함께 작동하는 방식"에 의문을 제기했다. 그들은 "[슈퍼스타덤을 위한 경쟁의] 승자 독식 보상 구조가 개인적, 사회적 직업 낭비의 소용돌이를 생성한다"고 주장하는데, 이는 "보상 불평등(금전적, 비금전적)을 증가시키고, 성공 가능성에 대한 과대평가에 취약한 시장과 직업에서 과밀화를 초래하기 때문이다". 결과적으로, 그들은 "과도한 수의 경쟁자들이 승리할 개별적인 기회를 높이기 위해 성과 향상에 투자하도록 유도될 때, 이러한 투자는 상호 상쇄되고 사회적으로 비효율적이며, 최종 소비자는 더 가치 있는 제품을 얻을 수 있지만 사회적 비용은 과도하다"고 주장한다.

## 기타 의미

### "슈퍼스타" 미술관
프랭크 로이드 라이트의 구겐하임 미술관, 퐁피두 센터, 프랭크 게리의 구겐하임 미술관을 포함한 소수의 주요 미술관들은 유명한 이름이 되었고 주요 관광지가 되었다. 눈에 띄는 건축학적으로 설계된 건물들과 잘 알려진 걸작들을 갖춘 이들은 "슈퍼스타" 미술관으로 불려왔다. 엄청난 방문객 수를 자랑하는 슈퍼스타 미술관들은 종종 미술관 서점과 레스토랑에서 상당한 수입을 얻을 수 있으며 "지역 경제에 큰 영향"을 미친다. 슈퍼스타 미술관들은 그들의 위치와 소장품의 대중적 인기를 활용하여 자체 서적, 비디오 및 텔레비전 스페셜을 제작할 수 있으며, 이는 추가적인 수입원을 제공하고 미술관에 대한 대중의 인식을 더욱 강화한다. 일부 슈퍼스타 미술관들은 또한 미술관 네트워크를 구축하기 시작했다. 예를 들어, 런던의 테이트 갤러리는 추가 미술관인 테이트 리버풀과 테이트 세인트아이브스를 설립했다.
미술관과 같은 문화 기관은 소비자에게 "게이트키핑" 역할을 하여 문화 유물과 예술품을 선별하고 등급을 매기는 데 도움을 주어 소비자의 "정보 및 탐색 비용을 줄여준다". 더욱이, 한정된 시각 예술가 집단에 자원을 집중함으로써 문화 기관은 "시각 예술 내의 슈퍼스타 현상을 강화"하기도 한다.

### 슈퍼스타 CEO
맥그로힐의 경제 웹사이트는 기업계에서 수백만 달러에 달하는 슈퍼스타 CEO의 연봉을 일종의 토너먼트 상금으로 볼 수 있다고 주장한다. 이들 임원의 막대한 연봉은 "노동의 한계 생산물 가치에 대한 대가라기보다는 경연 대회의 승자에게 주어지는 상금에 더 가까운 경우가 많다". 예를 들어, 한 회사가 "거의 비슷한 능력을 가진 많은 부사장들을 보유하고 있으며, 사장으로 승진하는 부사장(다른 부사장들보다 약간 더 재능이 있을 수 있음)은 엄청난 연봉 인상을 받는데, 이는 최고의 부사장이라는 경연에서 우승한 상금과 유사하다". 이 기사는 이어서 "조직이 임원들의 공헌도를 상대적 가치에 따라 순위를 매길 수 있는 경우(조직이 각 임원의 생산성을 측정할 수 없고, 임원 집단의 생산성만 측정할 수 있는 경우) 이러한 보상 시스템은 효율적일 수 있다. [...] 임원들이 그룹 평균 생산성만큼 임금을 받더라도, 승진하여 상을 받기 위해 노력할 유인은 여전히 존재할 것이다."라고 주장한다.

## 같이 보기
- 연예인
- 유명인

## 추가 자료
- Hamlen, William A. "Superstardom in Popular Music: Empirical Evidence." Review of Economics and Statistics 73 (1991): 729–33.
- Koutsobinas, Theodore. The Political Economy of Status: Superstars, Markets, and Culture Change (Edward Elgar Publishing; 2015) 264 pages; on the societal impact of luxury consumption and status markets, and the media's fascination with superstars.
- MacDonald, Glenn M. "The Economics of Rising Stars." American Economic Review 78 (1988): 155–67.
- Rosen, Sherwin. The superstar effect –  "The Economics of Superstars", American Economic Review, 71 (1981).
- Salganik, Matthew J., Peter Sheridan Dodds, and Duncan J. Watts. "Experimental Study of Inequality and Unpredictability in an Artificial Cultural Market." Science 311 (2006): 854–56.
- Pattni, Anandi. 'Superstars: People who are good to me' Vanity Fair 157 (2007): 185–89.
- Grinin L.,  "People of Celebrity" as a New Social Stratum and Elite. In Hierarchy and Power in the History of Civilizations: Cultural Dimensions (pp. 183–206). / Ed. by Leonid E. Grinin and Andrey V. Korotayev. Moscow: KRASAND, 2009 Работы на иностранных языках 2009г (러시아어). 2010년 12월 7일에 확인함.